# Îles Ulva
Pour les articles homonymes, voir Ulva.
Les îles Ulva, en anglais Ulva Islands, forment un petit archipel inhabité du Royaume-Uni situé en Écosse.
L'archipel est composé de deux petites îles qui ne portent pas de nom individuel. Elles sont situées à l'entrée du Linne Mhuirich, un petit loch maritime de la péninsule de Tayvallich appartenant à la Grande-Bretagne. Ce bras de mer est connecté au loch Sween situé dans le sud-est de la mer des Hébrides de l'océan Atlantique. Elles sont séparées par un petit détroit à marée haute mais l'estran dégagé lors de la basse mer les relie entre elles ainsi qu'à la Grande-Bretagne. Chacune de ces deux îles comporte un petit bras de mer qui coupent quasiment les îles en deux. La péninsule de Tayvallich entoure les îles Ulva au sud-ouest, à l'ouest et au nord et le récif de Sgeir an Fheòir ainsi que l'île Taynish se trouvent vers le nord-est.
Administrativement, les îles Ulva font partie d'Argyll and Bute, un council area de l'Écosse.